# شيريي جونسون
شيريي جونسون (بالإنجليزية: Cherie Johnson)‏ هي كاتِبة ومنتجة أفلام وممثلة أمريكية، ولدت في 21 نوفمبر 1975 في بيتسبرغ في الولايات المتحدة.

## وصلات خارجية
- شيريي جونسون على موقع IMDb (الإنجليزية)
- شيريي جونسون على موقع قاعدة بيانات الفيلم (الإنجليزية)